# 3. Flak-Division
La 3. Flak-Division (3e division de Flak) est une division de lutte antiaérienne de la Luftwaffe allemande au sein de la Wehrmacht durant la Seconde Guerre mondiale.

## Historique
La 3. Flak-Division est mise sur pied le 1er septembre 1941 à Hambourg à partir du Luftverteidigungskommando 3.
La division est restée à Hambourg jusqu'à la reddition de l'Allemagne nazie le 8 mai 1945.

## Commandement
| Début              | Fin            | Grade           | Nom                    |
| ------------------ | -------------- | --------------- | ---------------------- |
| 1er septembre 1941 | 30 juin 1942   | Generalleutnant | Theodor Spieß (de)     |
| 1er juillet 1942   | 19 avril 1944  | Generalleutnant | Walter von Hippel (en) |
| 1er mai 1944       | 1er avril 1945 | Generalmajor    | Alwin Wolz (en)        |
| 2 avril 1945       | 8 mai 1945     | Generalmajor    | Otto Stange            |

### Chef d'état-major(Ia)
| Début           | Fin          | Grade     | Nom             |
| --------------- | ------------ | --------- | --------------- |
| ?               | ?            | ?         | ?               |
| Octobre 1942    | Juin 1943    | Hauptmann | Helmut Kampradt |
| Juillet 1943    | Juillet 1944 | Major     | Stross          |
| 3 août 1944     | Octobre 1944 | Hauptman  | Helmut Bode     |
| 17 octobre 1944 | Mai 1945     | Hauptman  | Artur Zabel     |

## Organisation

### Rattachement
| Début              | Fin        | Commandement        |
| ------------------ | ---------- | ------------------- |
| 1er septembre 1941 | Avril 1945 | Luftgau-Kommando XI |
| Avril 1945         | Avril 1945 | VI. Flakkorps (de)  |

### Unités subordonnées
Formation le 1er septembre 1941 :
- Stab/Flak-Regiment 16 (o) (Flakgruppe Hamburg-Süd)
- Stab/Flak-Regiment 60 (o) (Flakgruppe Hamburg-Ost)
- Stab/Flak-Regiment 123? (o) (Flakgruppe Hamburg-Nord)
- Stab/Flakscheinwerfer-Regiment 161 (o) (Flakscheinwerfergruppe Hamburg)
- Luftnachrichten-Abteilung 123
- Stab/Flak-Regiment 51 remplacé par le Stab/Flak-Regiment 123 en tant que Flakgruppe Hamburg-Nord en juin 1942

Organisation au 1er novembre 1943 :
- Stab/Flak-Regiment 16 (o) (Flakgruppe Hamburg-Süd)
- Stab/Flak-Regiment 51 (o) (Flakgruppe Hamburg-Nord)
- Stab/Flak-Regiment 60 (o) (Flakgruppe Hamburg-Ost)
- Stab/Flakscheinwerfer-Regiment 161 (o) (Flakscheinwerfergruppe Hamburg)
- Luftnachrichten-Abteilung 123

Organisation en mars 1944 :
- Stab/Flak-Regiment 16 (o) (Flakgruppe Hamburg-Süd)
- Stab/Flak-Regiment 51 (o) (Flakgruppe Hamburg-Nord)
- Stab/Flak-Regiment 60 (o) (Flakgruppe Hamburg-Ost)
- Stab/Flak-Regiment 66 (o) à Flensburg (Flakgruppe Schleswig-Holstein)
- Stab/Flakscheinwerfer-Regiment 161 (o) (Flakscheinwerfergruppe Hamburg)
- Luftnachrichten-Abteilung 123

Organisation en août 1944 :
- Stab/Flak-Regiment 16 (o) (Flakgruppe Hamburg-Süd)
- Stab/Flak-Regiment 51 (o) (Flakgruppe Hamburg-Nord)
- Stab/Flak-Regiment 60 (o) (Flakgruppe Hamburg-Ost?)
- Stab/Flak-Regiment 61 (o) à Rheine (Flakgruppe Weser-Ems)
- Stab/Flak-Regiment 66 (o) (Flakgruppe Lübeck)
- Stab/Flakscheinwerfer-Regiment 161 (o) (Flakscheinwerfergruppe Hamburg)
- Flak-Transport-Bttr. 17./XI et 34./III
- Luftnachrichten-Abteilung 123
- Stab/Flak-Regiment 61 (o) rejoint la 8. Flak-Division en septembre 1944; le Stab/Flak-Regiment 122 (Eisb.) rejoint la division en octobre 1944

### Livres
- Georges Bernage & François de Lannoy, Dictionnaire historique de la Luftwaffe et de la Waffen-SS, Éditions Heimdal, 1998
- (de) Karl-Heinz Hummel:Die deutsche Flakartillerie 1935 - 1945 - Ihre Großverbände und Regimenter, VDM Heinz Nickel, 2010